# Torre Cajetani
Torre Cajetani ist eine Gemeinde in der Provinz Frosinone in der italienischen Region Latium mit 1297 Einwohnern (Stand 31. Dezember 2023). Sie liegt 83 km südöstlich von Rom und 28 km nördlich von Frosinone.

## Geographie

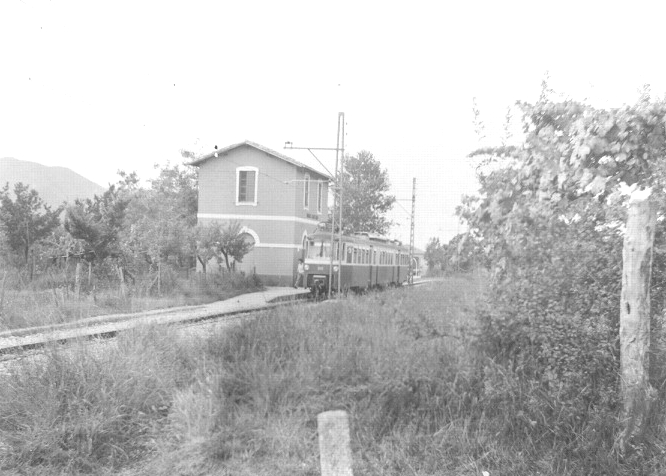
Bahnhof

Torre Cajetani liegt in den Monti Ernici.
Es ist Mitglied der Comunità Montana Monti Ernici.
Die Nachbargemeinden sind Fiuggi, Guarcino und Trivigliano.

## Bevölkerungsentwicklung
| Jahr      | 1871 | 1881 | 1901 | 1921 | 1936 | 1951 | 1971 | 1991 | 2001 |
| --------- | ---- | ---- | ---- | ---- | ---- | ---- | ---- | ---- | ---- |
| Einwohner | 772  | 7736 | 664  | 817  | 924  | 1066 | 1088 | 1216 | 1279 |

Quelle: ISTAT

## Politik
Luciano Fagiolo (UDEUR) wurde im Juni 2004 nach zweijähriger Unterbrechung zum zweiten Mal zum Bürgermeister gewählt. Am 15. Mai 2011 wurde Maria Letizia Elementi zur neuen Bürgermeisterin gewählt.